# Stephen Troyte Dunn
Stephen Troyte Dunn, född den 26 augusti 1868, död den 18 april 1938 i Sheen, var en brittisk botaniker som beskrev och systematiserade ett stort antal växter över hela världen. Hans mest främsta insatser var inom taxonomin för Kinas flora. En av de första växterna han beskrev var Bauhinia blakeana, Hongkongs nationalblomma.
Auktorsnamnet Dunn kan användas för Stephen Troyte Dunn i samband med ett vetenskapligt namn inom botaniken; se Wikipediaartiklar som länkar till auktorsnamnet.